# 14420 Massey
14420 Massey eller 1991 SM är en asteroid i huvudbältet som upptäcktes den 30 september 1991 av den australiensiske astronomen Robert H. McNaught vid Siding Spring-observatoriet. Den är uppkallad efter astronomen Steven Massey
Asteroiden har en diameter på ungefär 10 kilometer och den tillhör asteroidgruppen Eos.